# BLOCO
BLOCO AB var ett stockholmsbaserat konsultföretag som arbetade med byggnadskonstruktion åt i huvudsak pappersbruk.
BLOCO grundades 1924 av Karl Blomgren (1886-1939) tillsammans med några andra ingenjörer från betongbyggnadsbolaget Arcus, då under namnet Blomgren & C:o Ingeniörsfirma AB, vilket sedermera förkortades till BLOCO. 1994 köptes BLOCO upp av FFNS.